# مسييه 94

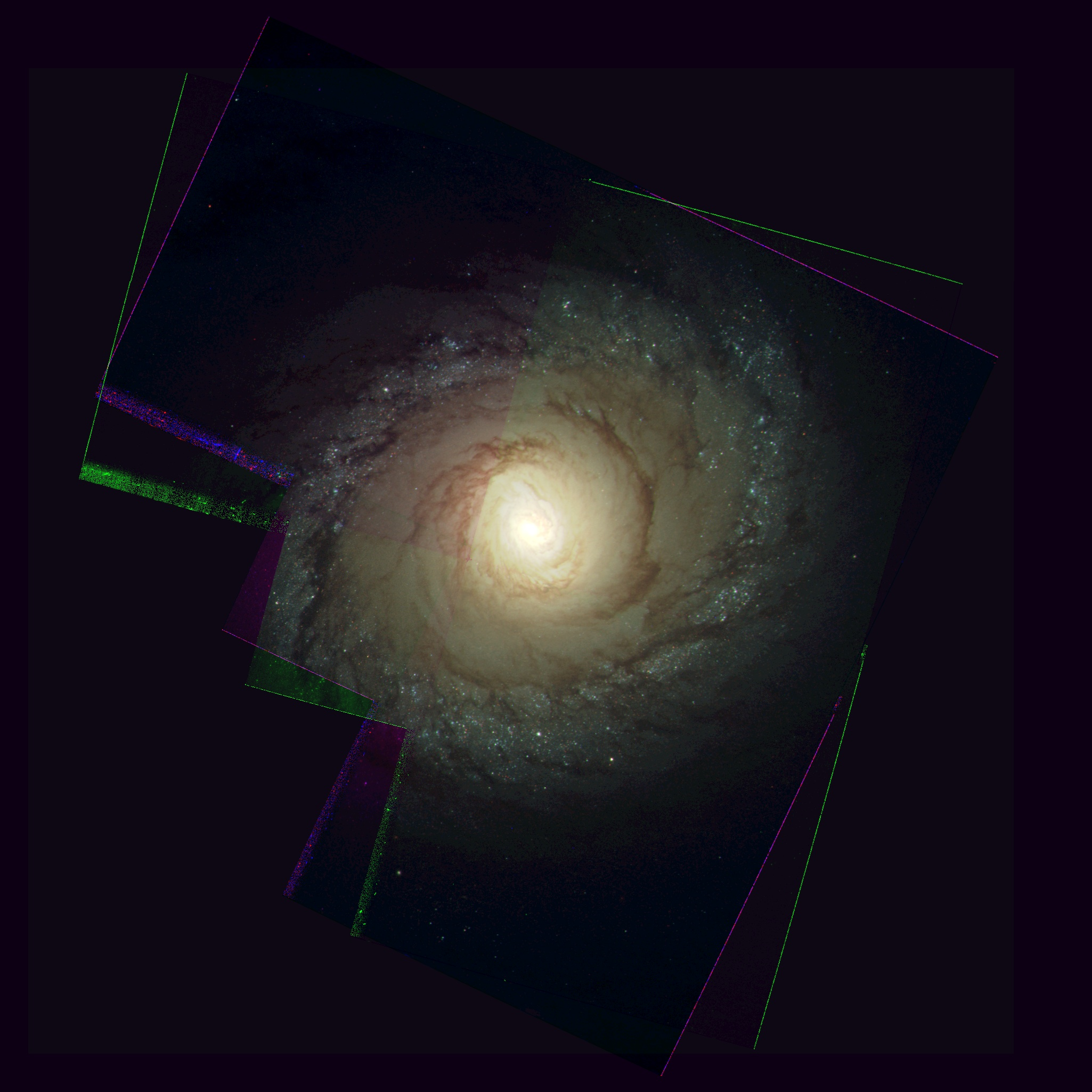

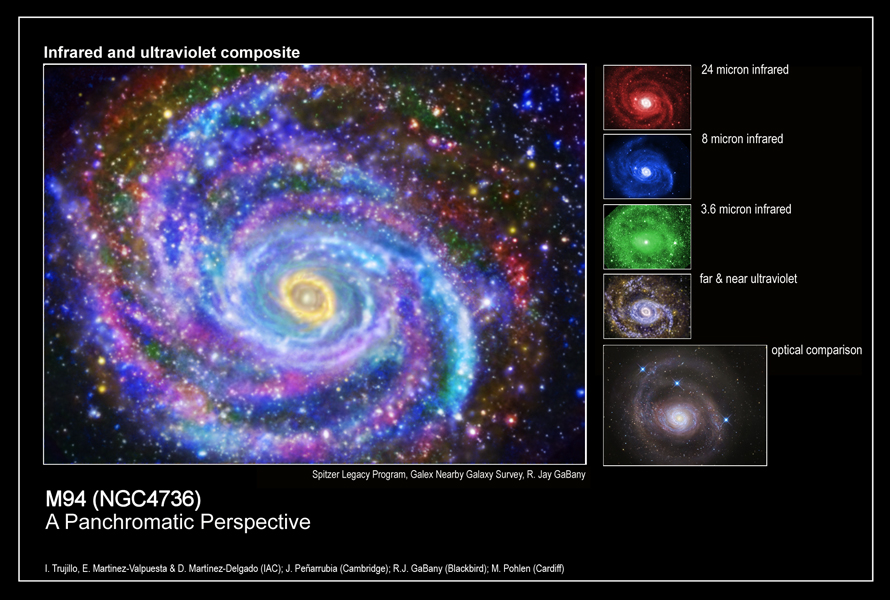
M 94

مجرة ميسييه 94، والمعروفة أيضًا باسم NGC 4736، أو مجرة عين القطة، أو مجرة عين التمساح، هي مجرة حلزونية تقع في منتصف شمال كوكبة السلوقيان. اكتشفها بيير ميشان عام 1781 وسجلها شارل مسييه في الفهرس المعروف باسمه (فهرس مسييه) بعد ذلك بيومين. تصف بعض المراجع مجرة M94 بأنها مجرة حلزونية ضلعية، إلا أن هيكلها "الشريطي" يوصف بدقة أكبر بأنه بيضاوي الشكل. تتميز المجرة ببنيتين حلقيتين متميزتين.

## الحوصلة المركزية
تصنف حوصلة المجرة مسييه 94 بأنها من النوع «منطقة إصدار قليل التأين». ويتميز ذلك النوع بطيف للضوء المرئي ناشئ عن غاز متأين بدرجة ضعيفة نسبيا، أي تفقد فيها ذرات عددا قليلا من الإلكترونات.

## حلقة داخلية وأخرى خارجية
تحوي المجرة مسييه 94 على حلقة داخلية يبلغ قطرها 70 ثانية قوسية وحلقة خارجية قطرها 600 ثانية قوسية. ويبدو أن تلك الحلقتان تكونان مناطق رنين داخل قرص المجرة، حيث تشكل الحلقة الداخلية منطقة نشوء نجوم جديدة نشطة وتسمى أحيانا حلقة نشوء نجمي. وتكتسب تلك المنطقة مادتها من غاز ينجذب إلى الحلقة خارج من الحوصلة المركزية البيضوية.

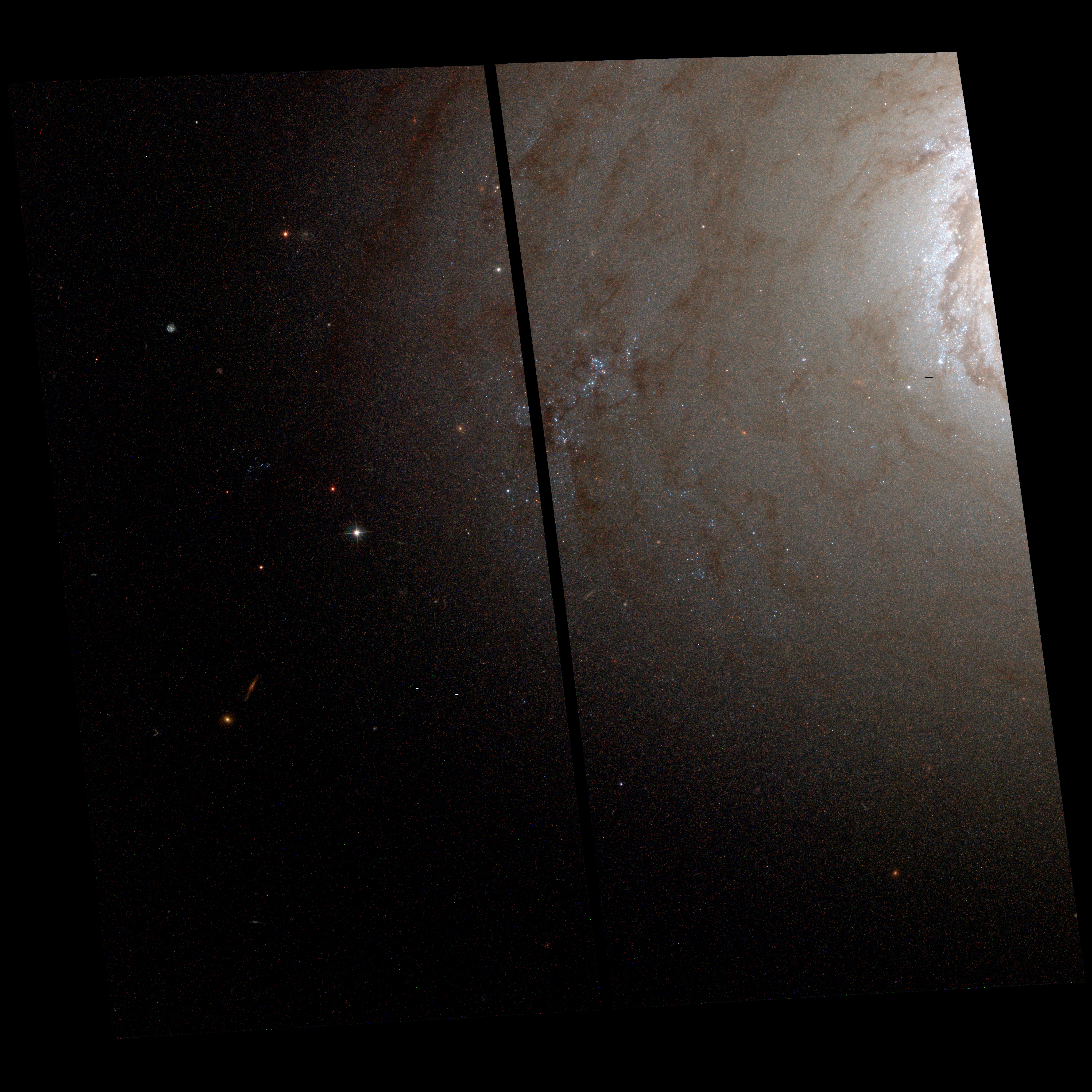
صورة للمنطقة الخارجية ب تلسكوب هابل الفضائي توضح حلقة مضيئة هي منطقة نشأة النجوم.

## اقرأ أيضا
- مجرة إهليجية
- مجرة محدبة
- مجرة
- قزم أبيض
- عملاق أحمر
- الانفجار العظيم
- خط زمني للانفجار العظيم
- نجم نيوتروني
- ثقب أسود
- نجم

## وصلات خارجية
- موقع الكون
- Galaxy Messier 94 at the astro-photography site of Mr. T. Yoshida.
- SEDS: Spiral Galaxy M94